# Tribufos
Tribufos ist eine chemische Verbindung aus der Gruppe der Thiophosphorsäureester. Sie wurde 1960 von der Pittsburgh Coke And Chemical Company patentiert.

## Gewinnung und Darstellung
Tribufos kann durch Thio-Alkylierung von Phosphortrichlorid mit 1-Butanthiol und Wasserstoffperoxid gewonnen werden.

## Verwendung
Tribufos wird als Entlaubungsmittel im Baumwollanbau genutzt. Zusätzlich wirkt es über die Hemmung der Esterasen als Synergist.

## Zulassung
Die EU-Kommission entschied 2002, Tribufos nicht in die Liste der zulässigen Wirkstoffe von Pflanzenschutzmitteln aufzunehmen. Auch in der Schweiz sind keine Pflanzenschutzmittel mit diesem Wirkstoff zugelassen.